# Alloxysta aperta
Alloxysta aperta är en stekelart som först beskrevs av Hartig 1841.  Alloxysta aperta ingår i släktet Alloxysta, och familjen glattsteklar. Arten är reproducerande i Sverige.